# Wilhelm Heffening
Wilhelm (Willi) Heffening (* 2. Juni 1894 in Düsseldorf; † 3. März 1944 in Bonn) war ein deutscher Islamwissenschaftler, Bibliothekar und Hochschullehrer.

## Wirken

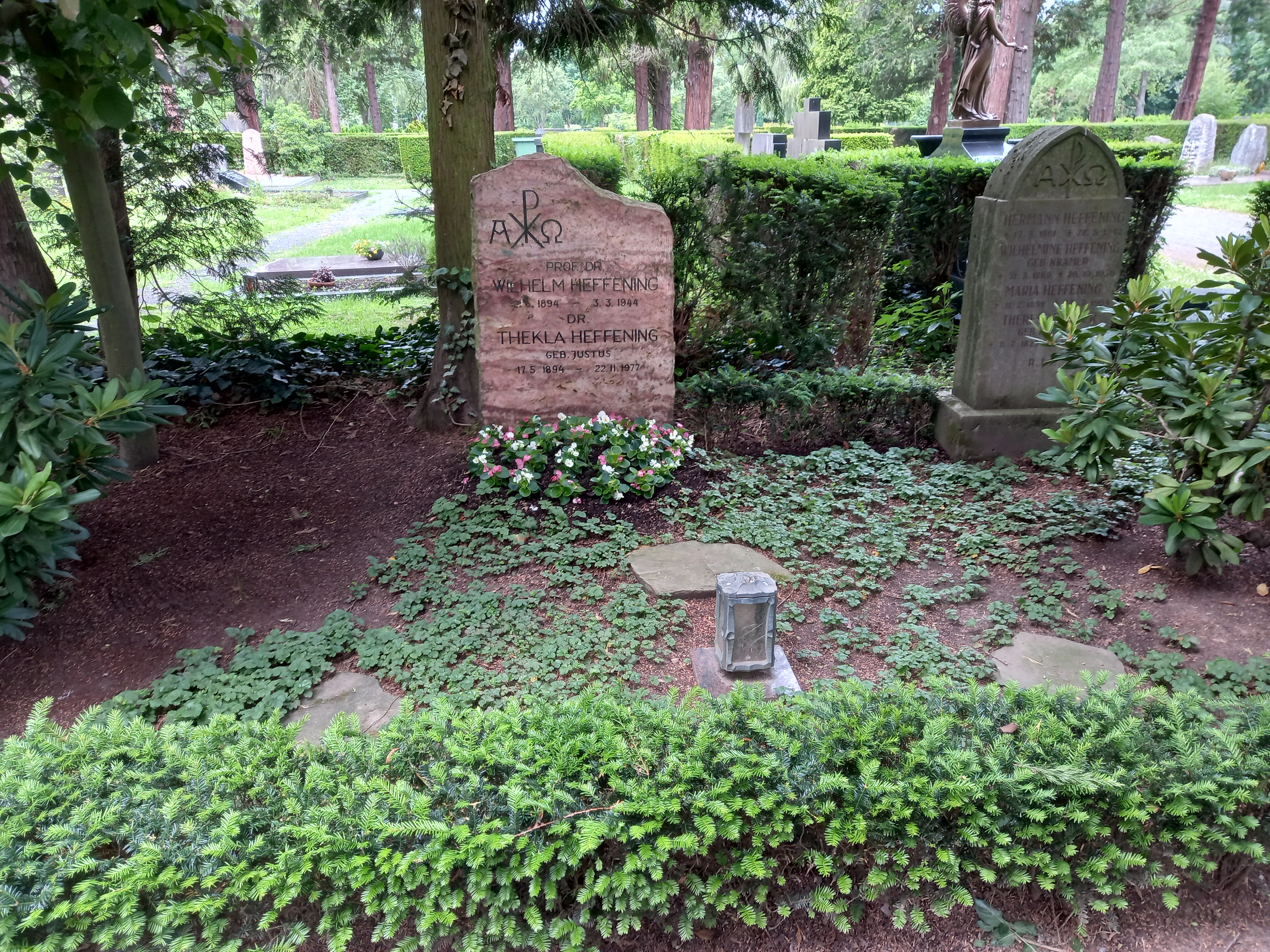
Das Grab von Wilhelm Heffening und seiner Ehefrau Thekla (geb. Justus) auf dem Südfriedhof (Bonn)

Wilhelm Heffening studierte nach seiner Reifeprüfung am Hohenzollern-Gymnasium Düsseldorf im Jahre 1912 seit dem Sommersemester 1912 Islamkunde, Semistische Philologie und Geschichte an den Universitäten in Freiburg/Br., Berlin (ab. 1913/14), Bonn (ab 1915) und (ab dem Sommersemester 1919) in Frankfurt/M. und promovierte 1921 an der Universität Frankfurt/M.
Von 1916 bis Anfang 1919 war er im Militärdienst und arbeitete als Dolmetscher in der Türkei. 1921 trat er in den wissenschaftlichen Bibliotheksdienst an der Universitätsbibliothek Bonn ein und legte 1922 die Fachprüfung hierfür ab. Bis zu seinem frühen Tod war Heffening an dieser Bibliothek tätig und bearbeitete hier u. a. die islamischen Handschriften. 
Nach seiner Habilitation 1926 an der Universität Bonn wirkte er außerdem zunächst als Privatdozent bzw. außerordentlicher (1936), seit 1939 außerplanmäßiger Professor für Islamkunde und Semitische Philologie. Neben seinen zahlreichen Veröffentlichungen wurde Heffening von 1925 bis 1938 als Mitherausgeber, Redakteur und Autor an der Enzyklopädie des Islam bekannt.
Wilhelm Heffening starb am 3. März 1944 im Alter von 49 Jahren in Bonn und fand seine letzte Ruhestätte auf dem dortigen Südfriedhof, wo sein Grab erhalten ist.

## Schriften (Auswahl)
- Türkische Kriegspoesie. In: Die Welt des Islam, Bd. 3 (1916), H. 3/4, S. 199–204.
- Das islamische Fremdenrecht bis zu den islamisch-fränkischen Staatsverträgen. Eine rechtshistorische Studie zum Fiqh. (= Beiträge zum Rechts- und Wirtschaftsleben des islamischen Orients, Bd. 1) Orient-Buchhandlung Lafaire, Hannover 1925 (Nachdruck: Biblio-Verlag, Osnabrück 1975, ISBN 3-7648-0375-4) (Dissertation Universität Frankfurt/M. 1921).
- Eine arabische Version der zweiten Paraenesis des Johannes Chrysostomos an den Mönch Theodoros. In: Oriens christianus, Bd. 20/22 (1922/1924), S. 71–98.
- Türkische Volkslieder. In: Der Islam. Zeitschrift für Geschichte und Kultur des islamischen Orients, Bd. 13 (1923), S. 236–267.
- Die Entstehung der Kapitulationen in den islamischen Staaten. In: Schmollers Jahrbuch für Gesetzgebung, Verwaltung und Volkswirtschaft im Deutschen Reiche, Bd. 192 (1927), S. 97–107 (Antrittsvorlesung Universität Bonn 1926).
- Spuren des Diatessaron in liturgischer Überlieferung. Ein türkischer und ein Karšūnī-Text. In: Oriens christianus, 3. Serie, Bd. 10 (1932), S. 225–238.
- Zum Aufbau der islamischen Rechtswerke. In: Willi Heffening (Hrsg.): Studien zur Geschichte und Kultur des Nahen und Fernen Ostens. Paul Kahle zum 60. Geburtstag überreicht von Freunden und Schülern aus dem Kreise des Orientalischen Seminars der Universität Bonn. Brill, Leiden 1935, S. 101–118.
- Die griechischen Ephraem-Paraenesis gegen das Lachen in arabischer Übersetzung. Ein Beitrag zum Problem der arabischen Ephraemübersetzungen und ihrer Bedeutung für eine kritische Ausgabe des griechischen Ephraem. In: Oriens christianus, 3. Serie, Bd. 11 (1936), S. 54–79.
- Die Islamischen Handschriften der Universitäts-Bibliothek Löwen <Fonds Lefort, Serie B und C>. In: Muséon, Bd. 50 (1937), S. 85–100.
- Taḫtağy-Lieder aus dem Taurus. In: Zeitschrift der Deutschen Morgenländischen Gesellschaft, Bd. 91, N.F. Bd. 16 (1937), S. 148–161.
- Zum Leben und zu den Schriften an-Nawawī’s. In: Der Islam. Zeitschrift für Geschichte und Kultur des islamischen Orients, Bd. 24 (1937), S. 131–150.
- Zwei altertümliche Litaneien aus dem Paschabuch der koptischen Kirche. In: Oriens christianus, 3. Serie, Bd. 14 (1939), H. 1, S. 74–100 (= Teil II. Teil I in: Bd. 24/1927, S. 94–119).
- Die türkischen Transkriptionstexte des Bartholomaeus Georgievits aus den Jahren 1544–1548. Ein Beitrag zur historischen Grammatik des Osmanisch-Türkischen (= Abhandlungen für die Kunde des Morgenlandes, Bd. 27,2). Brockhaus, Leipzig 1942 (Kraus-Reprint, Nendeln/Liechtenstein 1966).
- Zur Geschichte der Hochzeitsgebräuche im Islam. Ein Beitrag zur Volkskunde der islamischen Länder. In: Richard Hartmann (Hrsg.): Beiträge zur Arabistik, Semitistik und Islamwissenschaft. Harrassowitz, Leipzig 1944, S. 386–422.
- Über Buch- und Druckwesen in der alten Türkei. Ein Bericht des Preußischen Gesandten zu Konstantinopel aus dem Jahre 1819. In: Zeitschrift der Deutschen Morgenländischen Gesellschaft, Bd. 100, N.F. Bd. 25 (1950), S. 592–599.